# Арнольд Мері
Арнольд Костянтинович Мері (ест. Arnold Meri; 1 липня 1919, Таллінн, Естонія — 27 березня 2009, Таллінн, Естонія) — радянський естонський діяч, 1-й секретар ЦК ЛКСМ Естонії. Герой Радянського Союзу (15.08.1941). Звинувачений естонською владою у злочинах проти людства. Помер 27 березня 2009 року, не дочекавшись вироку суду. Депутат Верховної ради Естонської РСР 10—11-го скликань. Депутат Верховної ради СРСР 2-го скликання.

## Біографія
Народився в родині конторського службовця. Батько за національністю естонець, мати — німкеня. З 1926 року проживав з родиною в Югославії, де батько працював кухарем, а мати служницею. Закінчив російську початкову школу у місті Скопле, а в 1938 року — 1-у російсько-сербську гімназію у Белграді. У 1938 році родина повернулася до Естонії. Арнольд Мері влаштувався працювати учнем слюсаря на машинобудівний завод Ф. Крулля в Таллінні. У 1939 році його призвали на строкову службу в естонську армію — в автотанковий полк.
Після окупації Естонії СРСР, у липні 1940 року Арнольда Мері обрали до міського комітету комсомолу Таллінна, а також йому було доручено створювати комсомольські організації в колишній естонській національній армії. Після перетворення армії в 22-й Естонський територіальний стрілецький корпус РСЧА, був призначений заступником політрука навчальної роти 415-го окремого батальйону зв'язку (радіобатальйону). Член ВКП(б) з 1940 року.
На фронтах Німецько-радянської війни з кінця червня 1941 року. Прийняв перший бій в районі міста Порхов Псковської області. Арнольд Мері отримав звання Героя Радянського Союзу за битву коло міста Порхова, коли він зупинив відступ і очолив оборону штабу корпусу. Став першим естонцем, удостоєним звання Героя Радянського Союзу, яке було йому присвоєне 15 серпня 1941 року.
Після лікування в госпіталі в жовтні 1941 року направлений на навчання до Московського військово-інженерного училища. Тоді ж почалося створення нових естонських національних частин РСЧА. Дізнавшись про це, Мері написав рапорт із проханням направити його до такої частини. На початку 1942 отримав призначення на посаду комсогра стрілецького полку. З осені 1942 року — помічник начальника політвідділу 249-ї Естонської стрілецької дивізії, а пізніше — 8-го Естонського Таллінського стрілецького корпусу, в якому служив до кінця війни. Учасник Великолуцької, Невельської, Нарвської, Прибалтійської стратегічної (Таллінської та Моонзундської фронтових) операцій.
У червні 1945 року Арнольд Мері був демобілізований з армії і направлений на комсомольську роботу до Естонської РСР. З 11 липня 1945 по жовтень 1949 року — 1-й секретар ЦК ЛКСМ Естонії.
З 1949 по 1951 рік навчався у Вищій партійній школі при ЦК ВКП(б). Тоді ж направлений на острів Хийумаа як партійний уповноважений для проведення депортацій.
У 1951 році його звинуватили в створенні «антирадянської організації» та виключили з партії. Арнольда Мері позбавили звання Героя Радянського Союзу та інших державних нагород Указом Президії Верховної Ради СРСР від 5 серпня 1952 року. Однак засуджений він не був і поїхав спочатку з Москви до Таллінна, а потім з Таллінна до Горно-Алтайська. Працював агрономом плодово-ягідного розплідника, техноруком меблевої фабрики, начальником навчальної майстерні Горно-Алтайського педагогічного інституту.
У 1956 році за апеляцією XX з'їзду КПРС Арнольда Мері було відновлено в лавах КПРС, у званні Героя Радянського Союзу та правах на нагороди. Він заочно закінчив Вищу партійну школу при ЦК КПРС. З 1958 року викладав політекономію капіталізму в Горно-Алтайському педагогічному інституті, потім був деканом одного з факультетів цього інституту.
У 1967 році Арнольд Мері на запрошення ЦК КП Естонії повернувся до Таллінна, де працював заступником, а потім 1-м заступником міністра освіти Естонської РСР. У 1979 році обраний головою президії Естонського товариства дружби та культурних зв'язків із зарубіжними державами.
У 1989 році Арнольд Мері пішов на пенсію. З двоюрідним братом, президентом Естонії, Леннартом Мері, Арнольд майже не спілкувався, вважаючи, що вони дуже різні — і за характером, і за світоглядом. З 2007 року до своєї смерті Арнольд Мері очолював Антифашистський комітет Естонії.
У 2007 році естонська прокуратура направила до суду кримінальну справу, в якій Арнольд Мері фігурував як обвинувачений. Йому інкримінували участь в злочинах проти мирного населення. Таким чином прокуратура кваліфікувала його участь в депортаціях естонців до Сибіру в 1949 році (Мері координував цей процес, будучи першим секретарем ЦК комсомолу Естонської РСР). Сам він не заперечував цього факту своєї біографії, але і не визнавав себе винним, заявляючи, що організатором депортацій він не був.
Під час процесу майже 90-річний Арнольд Мері був хворий на рак легенів, за час судового розгляду його стан погіршився. Він помер 27 березня 2009 року в Нимме, не дочекавшися вироку суду. Похований на цвинтарі Лійва в Таллінні.

## Військове звання
- полковник

## Нагороди та відзнаки
- Герой Радянського Союзу (15.08.1941)
- два ордени Леніна (15.08.1941, 28.10.1948)
- орден Вітчизняної війни I ст. (11.03.1985)
- орден Вітчизняної війни II ст. (18.12.1944)
- два ордени Трудового Червоного Прапора (20.07.1950,)
- два ордени Червоної Зірки (28.02.1943, 18.06.1946)
- орден «Знак Пошани»
- орден Дружби народів
- орден Пошани (Російська Федерація) (28.03.2009, посмертно)
- медалі
- Почесний громадянин міста Порхов (Псковська область)